# راي ماكلوكين
راي ماكلوكين (بالإنجليزية: Ray McLoughlin)‏ هو لاعب اتحاد الرغبي أيرلندي، ولد في 24 أغسطس 1939 في بالينسلو ‏ في جمهورية أيرلندا.

## وصلات خارجية
- راي ماكلوكين عل موقع إسبنسكروم (الإنجليزية)